# Haysi Fantayzee
Haysi Fantayzee – brytyjski zespół nowofalowy wczesnych lat 80. XX wieku. Grupa powstała w 1981 roku. Tworzyli ją Jeremy Healy (znany także jako: Jeremiah) oraz Kate Garner. Autorem tekstów, producentem i managerem grupy był chłopak Kate – Paul Caplin. W latach 1982 i 1983, zespół nagrał cztery single: "John Wayne is Big Leggy", "Holy Joe", "Shiny Shiny" i "Sister Friction", oraz jeden album "Battle Hymns For Children Singing".

## Dyskografia
1982
- singiel – "John Wayne is Big Leggy" / "Sabres of Paradise"
- singiel – "Holy Joe" / "Okay Daddy"

1983
- singiel – "Shiny Shiny" / "Shiny Shiny [Bon Temps]"
- singiel – "Sister Friction" / "Here Comes The Beast"
- Re-mix – "Sister Friction Remix" / "Jimmy Jive" / "Here Comes The Beast"
- LP – Battle Hymns For Children Singing
  - "Shiny Shiny" / "I Lost My Dodi" / "More Money" / "Jimmy Jive Jive" / "Sabres Of Paradise" / "Shoofly Love" / "Make Me A Sinner" / "Chizoola" / "John Wayne is Big Leggy" / "Here Comes The Beast"